# 圣安德烈 (萨瓦省)
圣安德烈（法語：Saint-André，法語發音：[sɛ̃.t‿ɑ̃dʁe] ⓘ）是法国萨瓦省的一个市镇，属于圣让德莫里耶讷区。

## 地理
圣安德烈（45°12'4"N, 6°37'9"E）面积30.84 平方千米，位于法国奥弗涅-罗讷-阿尔卑斯大区萨瓦省，该省份为法国东部省份，历史上为薩伏依的一部分，北起上萨瓦省，西接伊泽尔省和安省，南部和东部与上阿尔卑斯省和意大利接壤。
与圣安德烈接壤的市镇（或旧市镇、城区）包括：富尔诺、莫達訥、奥雷勒。

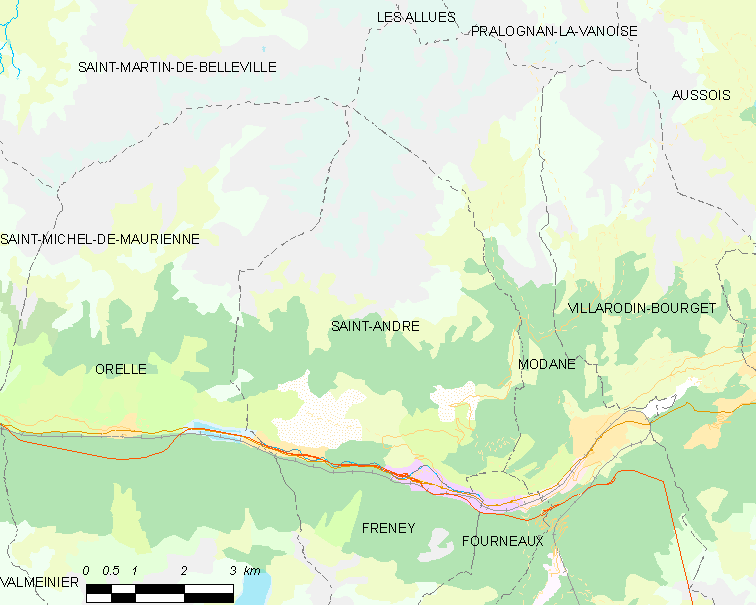
的OSM定位图

圣安德烈的时区为UTC+01:00、UTC+02:00（夏令时）。

## 行政
圣安德烈的邮政编码为73500，INSEE市镇编码为73223。

## 政治
圣安德烈所属的省级选区为莫达讷县。

## 人口

1962-2008年间人口变化图示

圣安德烈于2022年1月1日时的人口数量为447人。